# Poiana Ursului, Alba
Poiana Ursului este un sat în comuna Meteș din județul Alba, Transilvania, România. La recensământul din 2002 avea o populație de 16 locuitori.